# Kosarzewka
Kosarzewka – rzeka, prawobrzeżny dopływ Bystrzycy o długości 22,75 km.
Źródła rzeki znajdują się we wsi Kosarzew Górny na wysokości 248 m n.p.m., a ujście do Bystrzycy w Osmolicach Pierwszych. Jej największym dopływem jest Gałęzówka, która uchodzi do Kosarzewki w Bychawie. Obok rzeki na bychawskim Podzamczu znajdują się stawy hodowlane z początku XX wieku. We wsi Bychawka rzeka przyjmuje jeszcze jeden dopływ o nieustalonej nazwie, wypływający we wsi Osowa.

## Miejscowości nad Kosarzewką
Rzeka płynie przez miejscowości:
- Kosarzew Górny
- Kosarzew-Stróża
- Kosarzew Dolny
- Kosarzew Dolny-Kolonia
- Romanów
- Skawinek
- Wola Duża
- Bychawa
- Wincentówek
- Zdrapy
- Abramów
- Bychawka Druga-Kolonia
- Bychawka Druga
- Bychawka Pierwsza
- Bychawka Trzecia-Kolonia
- Bychawka Trzecia
- Radków
- Iżyce
- Osmolice Pierwsze